# توماس جونز (رسام)
توماس جونز (بالإنجليزية: Thomas Jones)‏ (و. 1742 – 1803 م) هو رسام ويلزي، ولد في باويس، توفي في ويلز، عن عمر يناهز 61 عاماً، بسبب قصور القلب.

## التعليم
تعلم في كلية يسوع (أكسفورد)
.